# Bedtime for Bonzo
Bedtime for Bonzo es una película estadounidense de comedia dirigida por Fred de Cordova y estrenada en 1951. Protagonizada por Ronald Reagan y Diana Lynn, relata la historia de un profesor de psicología que intenta enseñar ética y moral a un chimpancé.

## Sinopsis
Valerie, hija del decano de una universidad, está prometida con Peter, profesor de psicología y colega del decano. Cuando el decano descubre que Peter es hijo de un antiguo delincuente, prohíbe el matrimonio, declarando que la sangre de Peter está contaminada, en línea con su firme creencia en la herencia como influencia en el carácter. Como Peter cree con la misma firmeza en la teoría opuesta del entorno, se propone demostrar que puede criar a un chimpancé como se criaría a un niño humano en un hogar respetuoso con la ley.

## Reparto
- Ronald Reagan es Peter Boyd
- Diana Lynn es Jane
- Walter Slezak es Hans Neumann
- Lucille Barkley es Valerie Tillinghast
- Jesse White es Babcock
- Herbert Heyes es Dean Tillinghast
- Herb Vigran es el teniente Daggett
- Harry Tyler es Knucksy
- Ed Clark es Foskick